# Capsaloides sinuatus
Capsaloides sinuatus är en plattmaskart. Capsaloides sinuatus ingår i släktet Capsaloides och familjen Capsalidae. Inga underarter finns listade i Catalogue of Life.